# Carbondale (Kansas)
Pour les articles homonymes, voir Carbondale.
La ville américaine de Carbondale est située dans le comté d’Osage, dans l’État du Kansas. Elle comptait 1 437 habitants lors du recensement de 2010.